# Margaritaria indica
Margaritaria indica är en emblikaväxtart som först beskrevs av Nicol Alexander Dalzell, och fick sitt nu gällande namn av Airy Shaw. Margaritaria indica ingår i släktet Margaritaria och familjen emblikaväxter.

## Underarter
Arten delas in i följande underarter:
- M. i. indica
- M. i. vestita

## Bildgalleri

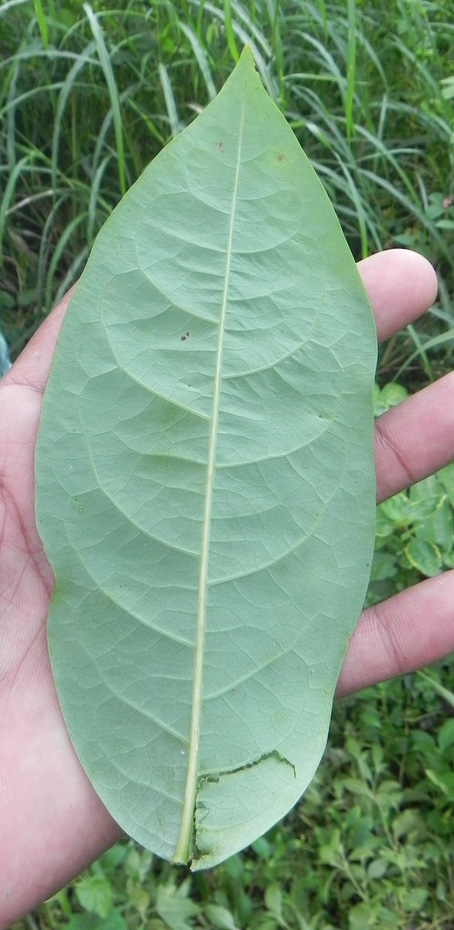
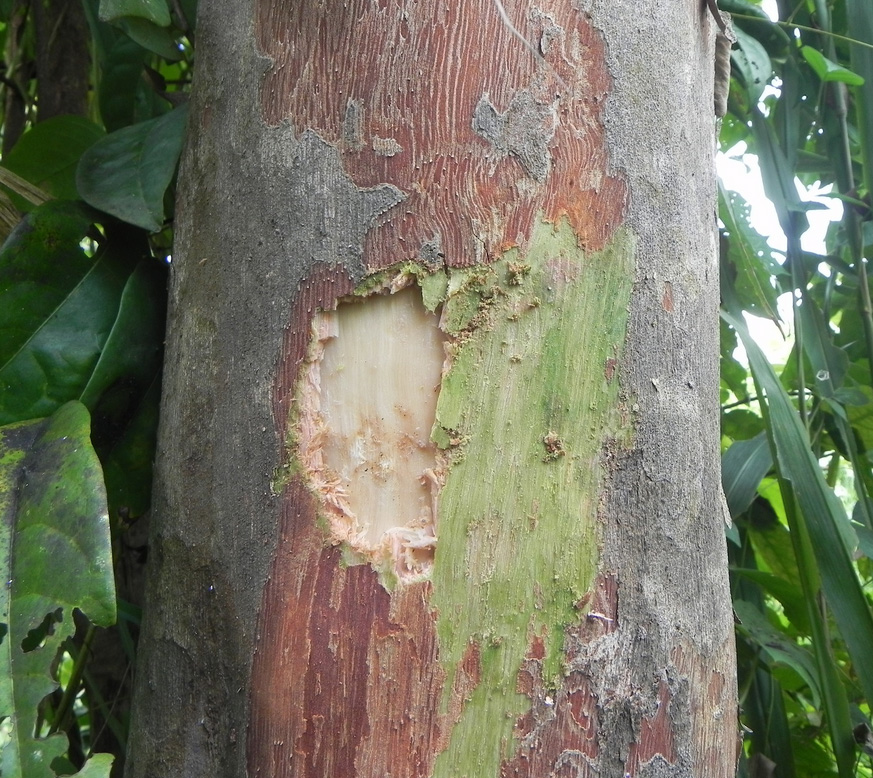
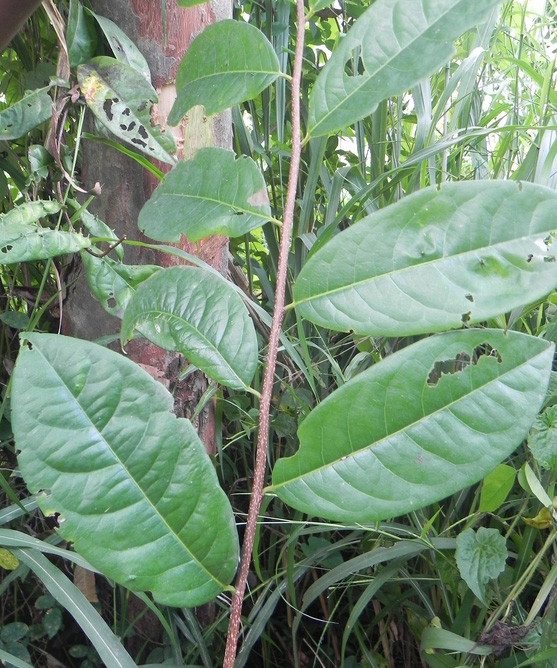
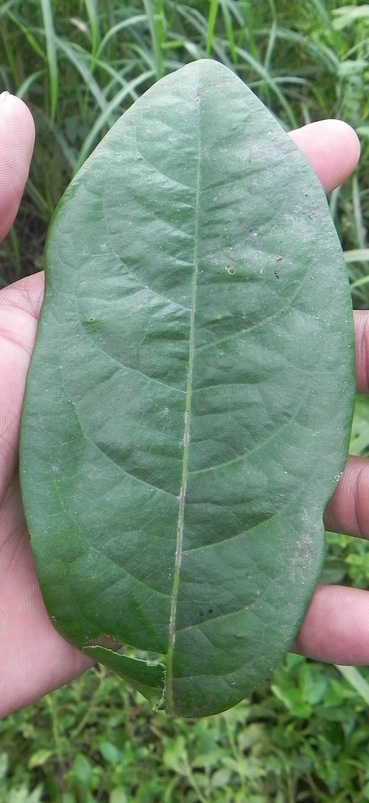